# Uppland
Uppland is een zogenoemd landschap in het Midden-Zweedse landsdeel Svealand. Het ligt aan de noordoever van het Mälarmeer. De noordelijke helft van Stockholm ligt in Uppland, de zuidelijke helft in Södermanland. Andere belangrijke steden zijn Enköping en Uppsala.
Dit landschap heeft ongeveer 1.339.154 inwoners en een bevolkingsdichtheid van 135 mensen per km².
Het brood Upplandskubb is een streekproduct dat in 2014 de status van beschermde oorsprongsbenaming heeft verkregen.
Ångermanland · Blekinge · Bohuslän · Dalarna · Dalsland · Gästrikland · Gotland · Halland · Hälsingland · Härjedalen · Jämtland · Lapland · Medelpad · Närke · Norrbotten · Öland · Östergötland · Skåne · Småland · Södermanland · Uppland · Värmland · Västerbotten · Västergötland · Västmanland